# 2009 en fantasy
| Années de la fantasy : 2006 - 2007 - 2008 - 2009 - 2010 - 2011 - 2012    |
| Décennies de la fantasy : 1970 - 1980 - 1990 - 2000 - 2010 - 2020 - 2030 |

L'année 2009 a été marquée, en matière de fantasy, par les événements suivants.

## Romans - Recueils de nouvelles ou anthologies - Nouvelles
- 12 mars : publication de la traduction en français de Brisingr

## Films ou téléfilms
- 15 juillet : sortie en Belgique, au Canada, aux États-Unis, en France, au Royaume-Uni et en Suisse d'Harry Potter et le Prince de sang-mêlé, réalisé par David Yates et adapté du roman de J. K. Rowling.

## Revues ou magazines
- 9 septembre 2009 : début de la prépublication dans le Bessatsu Shōnen Magazine de L'Attaque des Titans.